# Фисек
Фисек (или Фисека) е конусообразно възвишение в Североизточна България, Източната Дунавска равнина, области Шумен (източната му част) и Търговище (западната му част).
Възвишението се издига в най-северозападната част на Шуменското плато, от което на югоизток го отделя ниска седловина с надморска височина от 260 – 270 м. На север и запад и югозапад възвишението се спуска стръмно към долината на река Пакуша (ляв приток на Врана, от басейна на Камчия), която прави около възвишението голям завой. Има овална форма с размери 3 на 2 км и се издига на 250 – 300 м над околните равнини. Най-високата му точка е връх Фисек (500.5 м), разположен в центъра на възвишението.
Възвишението е изградено от горнокредни варовици и мергели. Климатът е умерено-континентален със сравнително студена зима и топло лято. Почти цялото възвишение е покрито с гъста дъбова и габърова гора.
На югоизточния му склон е разположено село Черенча, Община Шумен.
По северното подножие на възвишението, по долината на река Пакуша преминава участък от първокласен път № 4 от Държавната пътна мрежа Ябланица – Велико Търново – Шумен.
Западно от възвишението, на река Пакуша е изграден едноименният язовир „Фисек“, в експлоатация от 1960 г., със земнонасипна стена, от който се напояват около 9 хил. дка обработваеми земи.

## Топографска карта
- Лист от карта K-35-18. Мащаб: 1 : 100 000.
- Лист от карта K-35-30. Мащаб: 1 : 100 000.